# Шейко Григорій Корнійович
Григорій Корнійович Шейко (13 січня 1904, місто Знам'янка, тепер Кіровоградської області — 1941) — радянський діяч, народний комісар комунального господарства Української СРР.

## Життєпис
Закінчив реальне училище. У 1926 році закінчив інженерно-будівельний факультет Харківського технологічного інституту. Кваліфікацію інженера-будівельника Григорію Шейку присвоїли в 1929 році. Член ВКП(б).
З 1928 року — старший інженер із санітарно-технічних робіт на будівництві Держпрому в місті Харкові; інженер військово-будівельного відділу штабу Українського військового округу.
З 1929 року — інженер будівельного об'єднання в Харкові, одночасно — аспірант інженерно-будівельного факультету Харківського технологічного інституту.
У 1930—1932 роках — декан санітарно-технічного факультету Харківського інженерно-будівельного інституту.
У 1932—1933 роках — викладач, у 1933—1938 роках — заступник директора Харківського інституту комунального господарства. Одночасно, з 1935 по 1938 рік був завідувачем кафедри Харківського інституту комунального господарства.
З 1936 року — заступник директора, головний інженер Державного інституту проєктування міст України «Діпромісто», голова Українського управління Науково-технічного товариства водопостачання та сантехніки в місті Харкові. Працював заступником директора з навчальної частини Харківського інституту інженерів комунального будівництва.
У липні — грудні 1940 року — заступник народного комісара комунального господарства Української РСР.
У грудні 1940 — 1941 року — народний комісар комунального господарства Української РСР.
Загинув під час німецько-радянської війни в 1941 році.